# Cherreauma
Cherreauma is een geslacht van uitgestorven zee-egels uit de familie Hemicidaridae.

## Soorten
- Cherreauma cherreaui Vadet, Nicolleau & Pineau, 1996 † Dogger (Callovien), Frankrijk.